# I. Hudzsefa
I. Hudzsefa az ókori Egyiptom II. dinasztia korabeli alsó-egyiptomi királya. Neve fennmaradt a szakkarai és a torinói, ellenben nem szerepel az abüdoszi királylistán. Két évig uralkodhatott az i. e. 28. század vége felé, jelenleg az i. e. 2711–2709 datálás elfogadott, de bizonytalan. A listák csak az uralkodói nevet adják meg, így nem tudni, azonos-e valamelyik ismert Hór-nevű királlyal.
A XIX. dinasztia idején készített királylista írnoka feljegyezte, hogy egy töredékes nevet állított helyre Hudzsefa alakban és beiktatta Noferkaszokar és Haszehemui közé. Wolfgang Helck szerint esetleg Peribszennel lehet azonos, mivel ő kimaradt a Ramesszidák listáiról vallási reformjai miatt. A források 11 éves uralkodási időt tulajdonítanak neki, Jürgen von Beckerath szerint ez túlzás, legfeljebb két évről  lehet szó. Manethón is említ egy 48 évig trónoló Σέσωχρις (Szeszókhrisz) nevű királyt, aki esetleg azonos lehet vele, ez attól függ, hogy Νεφερχέρης (Nepherkherész) Neferkaszokarral vagy I. Noferkarével azonos.
Általában Peribszen és/vagy Szekhemib-Perenmaat ellenkirályának tartják, sőt vele egy időben lehetett még Szenedzs és Noferkaszokar is, de egyelőre semmilyen régészeti vagy írásos bizonyíték nincs sem a létére, sem uralkodása eseményeire. Bárhogy is volt, a források általában megegyeznek abban, hogy Alsó- és Felső-Egyiptomot Haszehemui egyesítette, ezzel véget ért az önálló alsó-egyiptomi uralkodók sora. Nagy valószínűséggel Hudzsefát Haszehemui legyőzte, ezért uralkodott rövid ideig.

## Fordítás
- Ez a szócikk részben vagy egészben  a   Hudjefa I című angol Wikipédia-szócikk ezen változatának fordításán alapul.  Az eredeti cikk szerkesztőit annak laptörténete sorolja fel. Ez a jelzés csupán a megfogalmazás eredetét és a szerzői jogokat jelzi, nem szolgál a cikkben szereplő információk forrásmegjelöléseként.
- Ez a szócikk részben vagy egészben  a   Hudjefa I. című német Wikipédia-szócikk ezen változatának fordításán alapul.  Az eredeti cikk szerkesztőit annak laptörténete sorolja fel. Ez a jelzés csupán a megfogalmazás eredetét és a szerzői jogokat jelzi, nem szolgál a cikkben szereplő információk forrásmegjelöléseként.

| Előző uralkodó: Noferkaszokar | Egyiptom uralkodója i. e. 28. század II. dinasztia | Következő uralkodó: Haszehemui |